# Campeonato Mundial de Patinaje Artístico sobre Hielo de 1896
El I Campeonato Mundial de Patinaje Artístico se realizó en San Petersburgo (Rusia) el 9 de febrero de 1896 bajo la organización de la Unión Internacional de Patinaje sobre Hielo (ISU) y la Federación Rusa de Patinaje sobre Hielo. 

## Resultados

### Masculino
| Puesto | Nombre        | País              | Puntos |
| ------ | ------------- | ----------------- | ------ |
| Oro    | Gilbert Fuchs | Alemania          |        |
| Plata  | Gustav Hügel  | Imperio austríaco |        |
| Bronce | Georg Sanders | Rusia             |        |

## Medallero
| Núm. | País              | Oro | Plata | Bronce | Total |
| ---- | ----------------- | --- | ----- | ------ | ----- |
| 1    | Alemania          | 1   | 0     | 0      | 1     |
| 2    | Imperio austríaco | 0   | 1     | 0      | 1     |
| 3    | Rusia             | 0   | 0     | 1      | 1     |
|      | TOTAL             | 1   | 1     | 1      | 3     |

| Predecesor: - | Campeonato Mundial de Patinaje Artístico sobre Hielo 1896 | Sucesor: Suecia 1897 |

- Datos: Q613507